# 담시
담시(曇始, ?~?)는 고구려의 승려이다.

## 생애
400년경 고구려 광개토대왕 5년에 동진(東晋)에서 불교 경장과 율장 수십 부를 가지고 귀국해 요동(遼東) 지방을 교화시킨 승려이다. 본래 중국인이라 하며, 이적(異蹟)을 많이 행하였고 발이 얼굴보다 희어서 백족화상(白足和尙)이라고도 불리었다.

## 참고 문헌
- 이 문서에는 다음커뮤니케이션(현 카카오)에서 GFDL 또는 CC-SA 라이선스로 배포한 글로벌 세계대백과사전의 내용을 기초로 작성된 글이 포함되어 있습니다.